# Грубенький Сергій Анатолійович
Сергі́́й Анато́́лійович Грубенький — полковник Збройних Сил України.

## З життєпису
Станом на лютий 2017-го — заступник начальника штабу зі зв'язку та радіотехнічного забезпечення-начальник служби зв'язку та радіотехнічного забезпечення, армійська авіація України.

## Нагороди
За особисту мужність і героїзм, виявлені у захисті державного суверенітету та територіальної цілісності України, вірність військовій присязі під час російсько-української війни
- нагороджений орденом Богдана Хмельницького III ступеня (27.5.2015).